# Stylocoeniella nikei
Espèce
Statut CITES
Stylocoeniella nikei est une espèce de coraux de la famille des Astrocoeniidae.

## Répartition
Stylocoeniella nikei se rencontre, entre 1 et 25 m de profondeur dans le nord de Sulawesi.

## Étymologie
Son nom spécifique, nikei, lui a été donné en l'honneur de Carlo Nike Bianchi qui a favorisé le développement de la recherche sur la biologie marine tropicale et l'intérêt pour l’Italie.

## Publication originale
(en) Francesca Benzoni et Michel Pichon, « Stylocoeniella nikei n. sp., a new zooxanthellate coral from the Pacific (Cnidaria, Anthozoa, Scleractinia) », Italian Journal of Zoology, vol. 71,‎ 2004, p. 147-151 (lire en ligne, consulté le 3 mars 2019).